# ایوان گورانوف
ایوان گورانوف (بلغاری: Иван Павлов Горанов؛ زادهٔ ۱۰ ژوئن ۱۹۹۲) بازیکن فوتبال اهل بلغارستان است.
از باشگاه‌هایی که در آن بازی کرده است می‌توان به باشگاه فوتبال لیتکس لووچ، باشگاه فوتبال لفسکی صوفیه، باشگاه فوتبال یونیورسیتاتیا کلوژ، باشگاه فوتبال لامیا ۱۹۶۴، و باشگاه فوتبال رویال شارلوا اشاره کرد.
وی همچنین در تیم‌های ملی فوتبال زیر ۲۱ سال بلغارستان و بلغارستان بازی کرده است.